# Niederndodeleben
Niederndodeleben là một đô thị ở huyện Börde thuộc bang Sachsen-Anhalt, nước Đức. Đô thị Niederndodeleben có diện tích 28,11 km², dân số thời điểm ngày 31 tháng 12 năm 2006 là 4204 người.